# چرکاس‌کویه
چرکاس‌کویه (به قزاقی: Cherkasskoye) یک منطقهٔ مسکونی در قزاقستان است که در شهرستان سرکند واقع شده‌است. چرکاس‌کویه ۷۱۵ متر بالاتر از سطح دریا واقع شده‌است.